# Дубравка (филм)
„Дубравка“ је југословенски филм из 1973. године. Режирао га је Јован Коњовић, а сценарио је писао Иван Гундулић.

## Улоге
| Глумац           | Улога |
| ---------------- | ----- |
| Бранко Цвејић    |       |
| Милан Гутовић    |       |
| Иван Јагодић     |       |
| Ђорђе Јелисић    |       |
| Ђорђе Пура       |       |
| Никола Симић     |       |
| Ружица Сокић     |       |
| Зорица Шумадинац |       |
| Рената Улмански  |       |
| Стево Жигон      |       |